# Нікольське (Амурська область)
Нікольське (рос. Никольское) — село у Бєлогорському районі Амурської області Російської Федерації. Розташоване на території українського історичного та етнічного краю Зелений Клин.
Входить до складу муніципального утворення Нікольська сільрада. Населення становить 1449 осіб (2018).

## Історія
З 4 січня 1926 року до 30 липня 1930 року належало до новоутвореного Александрівського району Амурської округи Далекосхідного краю, що відповідав нинішньому Бєлогорському району. З 20 жовтня 1932 року ввійшло до складу новоутвореної Амурської області.
З 19 січня 2005 року входить до складу муніципального утворення Нікольська сільрада.

## Населення
| 2002  | 2010  | 2012  | 2013  | 2014  | 2015  | 2016  |
| ----- | ----- | ----- | ----- | ----- | ----- | ----- |
| 1595  | ↘1556 | ↘1546 | ↘1527 | ↘1507 | ↘1497 | ↘1478 |
| 2017  | 2018  |       |       |       |       |       |
| ↘1465 | ↘1449 |       |       |       |       |       |